# Distrito de Jeti-Oguz
El distrito de Jeti-Oguz (en kirguís: Жети-өгүз району) es uno de los rayones (distrito) de la provincia de Ysyk-Kol en Kirguistán. Tiene como capital la ciudad de Kyzyl-Suu.
- Datos: Q755014
- Multimedia: Jeti-Ögüz District / Q755014